# クワイエット・ライオット
クワイエット・ライオット（英語: Quiet Riot）は、アメリカ合衆国出身のハードロック・バンド。
1980年代に確立するヘヴィメタル・シーンにおいて、最初期に全米チャート1位を獲得した草分け的グループ。そのアルバム『メタル・ヘルス』は、全米だけで600万枚以上の売上を記録した。

## 略歴

### 創設期（1973年 - 1979年）

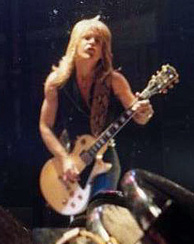
創設者ランディ・ローズ（1980年撮影）

1973年、ランディ・ローズにより結成。結成時のバンド名は「March 1」。オリジナル・ラインナップはケヴィン・ダブロウ（ボーカル）、ケリー・ガルニ（ベース）、ドリュー・フォーサイス（ドラム）であった。その後、「Little Women」というバンド名に変更するが、その後すぐにクワイエット・ライオットに変更された。なお、クワイエット・ライオットというバンド名はジョン・バースの1960年代の小説『やぎ少年ジャイルズ』とザ・クラッシュの曲名である「White Riot」から来ているといわれている。しかし、1979年に行われたあるラジオのインタビューでは、フォーサイスがイギリスのバンドステイタス・クォーのリチャード・パーフィットと会話したときに彼が言った「Quite Right」をヒントにしたとしている。
当初、オリジナル・メンバーでアルバム『静かなる暴動』をレコーディングし、1978年に日本でリリースされた。しかし数ヵ月後、セカンド・アルバム『暴動に明日はない』のレコーディング後にベーシストのガルニが脱退。同アルバムがミキシングの段階に入っていた頃にルディ・サーゾが加入し、『暴動に明日はない』を日本で1979年にリリースした。この2枚のアルバムはアメリカでは未発表のままである。
アメリカでのリリースの失敗後、1979年11月、ランディはバンドを離れてオジー・オズボーンのバンドに加入。1981年にはサーゾもオズボーンのバンドに加入した。しかしダブロウとフォーサイスはバンドを継続する意思でいた。そして1980年から1982年の間、バンド名を「DuBrow」に変更することになる。

### 再始動全盛期（1982年 - 1989年）

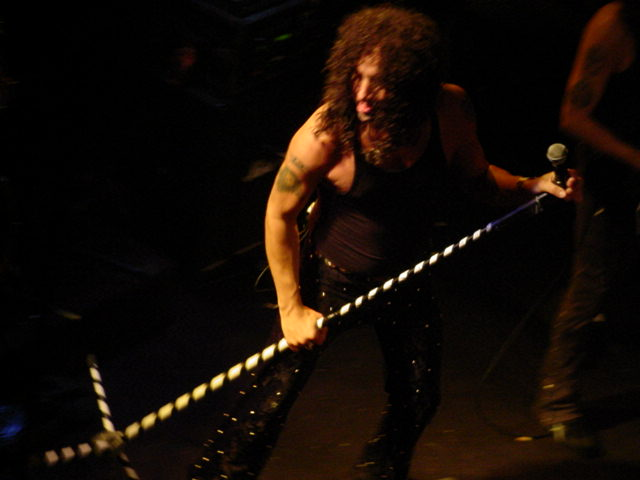
創設者ケヴィン・ダブロウ

しかし1982年3月19日、ランディ・ローズが飛行機墜落事故で死去したのを受け、ダブロウは再びクワイエット・ライオットとして活動することにする。カルロス・カヴァーゾをギタリストに迎え、ドラマーにフアン・クルーシエから勧められたフランキー・バネリを加えて新たなラインナップが完成した。同年9月、アメリカのCBSレコードと契約。1983年の3月11日に、彼らのアメリカでのデビュー作『メタル・ヘルス〜ランディ・ローズに捧ぐ〜』が発表された。
1983年8月27日、セカンド・シングルである「カモン・フィール・ザ・ノイズ」がリリースされた。表題曲はスレイドの1973年のヒット曲のカヴァーで、全米5位の大ヒットとなった。ヘヴィメタル・バンドとしてビルボード・チャートで5位以内にランクインした曲はこれが初めてのことであった。またこの曲のヒットのお陰でアルバムもビルボード・チャートを上昇していき、全米1位を記録した。1983年当時、ヘヴィメタル・バンドがアルバムを全米1位に送り出すことは非常に珍しいことであった。
1984年7月7日、バンドは前作と同じメンバーで『コンディション・クリティカル』をリリースした。そこそこヒットはしたが、前作のような成功は得られず300万枚の売り上げにとどまった。
1985年にはベーシストのサーゾが脱退。後任には元ジェフリアのチャック・ライトが迎えられた。次に、バンドは1986年にアルバム『QR3』をリリースしたが、100万枚程の売り上げに留まった。また、ダブロウは普段から不遜な態度をとることが多く、そうした態度に嫌気が差した他のメンバーやレコード会社によってバンドを解雇された。ダブロウ解雇の経緯は、『メタル・ヘルス〜ランディ・ローズに捧ぐ〜』のライナーノーツに書かれている。後任には元ラフ・カットのポール・ショーティノが迎えられた。また、ベーシストのチャック・ライトも脱退し、ショーン・ マクナブが後を引き継いだ。やがてバンドはアルバム『新たなる暴動』をリリースしたが、今回もまた商業的に成功したとは言い難い結果となった。やがてバンドは1989年のツアー最終地である日本での公演を最後に活動を停止することになる。活動停止後、バネリはW.A.S.P.のサポート・メンバーとして活動。

### 1990年代以降（1991年 - 現在）
その後、1990年代に入ると不仲であったかつてのメンバー達は徐々にコミュニケーションを取れるようになり、ダブロウとカヴァーゾは1991年初頭にパット・アシュビー、元レインボーのボビー・ロンディネリらと「HEAT」（しかし後に再びクワイエット・ライオット名義に変更）を結成し、1993年にアルバム『テリファイド』をリリースした。ドラムはロンディネリに代わりバネリが復帰、ベースはケニー・ヒラリーが担当した。またその同年、ランディ・ローズ時代の曲といくつかの未発表曲を収録したコンピレーション・アルバム『ランディ・ローズ・イヤーズ』をリリース。その際、大部分のボーカルが新録された。しかしヒラリーは1994年にバンドを去った後、1996年6月5日に自らの命を絶ってしまう。これを受け、ライトが再びベーシストとして参加し、バンドはアルバム『ダウン・トゥ・ザ・ボーン』をリリース（1995年）。そしてその翌年にはランディ時代および1990年代に発表した以外の曲をコレクトしたアルバム『Greatest Hits』をリリースした。1997年にはサーゾが再び加わり、ツアーを敢行した。
このツアーは成功には至らず、メンバーが何度か逮捕されたりもした。また怒った一人のファンが、ダブロウがステージでの役割をきちんとこなさなかったとして訴えるという事件も発生した。1999年、新曲および過去の楽曲を幾つか収録したアルバム『アライヴ・アンド・ウェル』をリリース。
バンドは2003年10月に公式に解散し、サーゾは後にディオに加入したが、早くも2004年には再結成し（ラインナップはダブロウ、バネリ、ライト、そしてアレックス・グロッシ）、シンデレラ、ラット、ファイアーハウスらと共にツアーを行った。
2006年にはライトとグロッシが脱退し、トレイシー・ガンズが加入したが、2週間後には音楽性の違いから脱退してしまう。2006年8月、バンドはライトが再びバンドに戻ってきたと発表した。
その後、新しいアルバムのレコーディング中だと発表され、通算11枚目のスタジオ・アルバム『リハブ』が同年中に発表された。しかし、その約1年後、2007年11月25日に、ダブロウの遺体がネバダ州ラスベガスの自宅で見つかったと共同通信によって報じられた。52歳であった。死因はコカインの過剰摂取によるものだった。ダブロウの死去によりバンドは実質上4度目の解散。

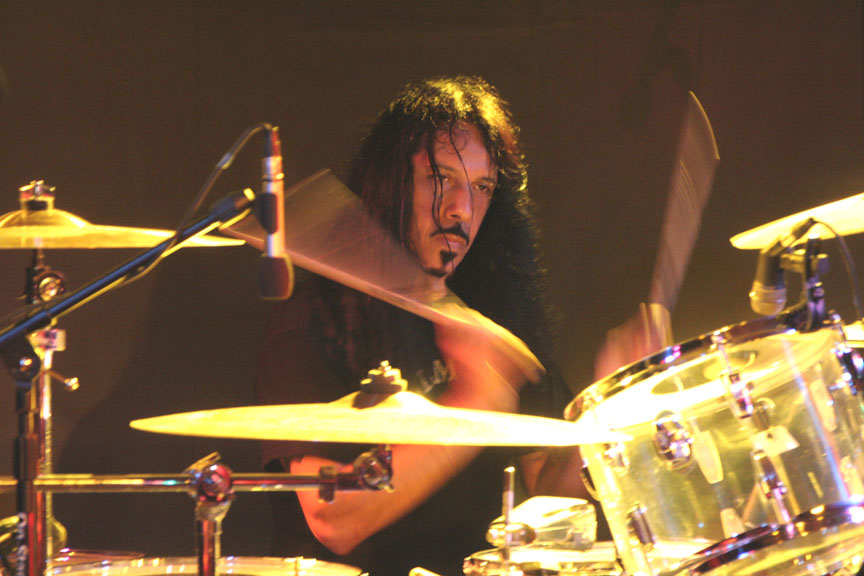
フランキー・バネリ（2010年）

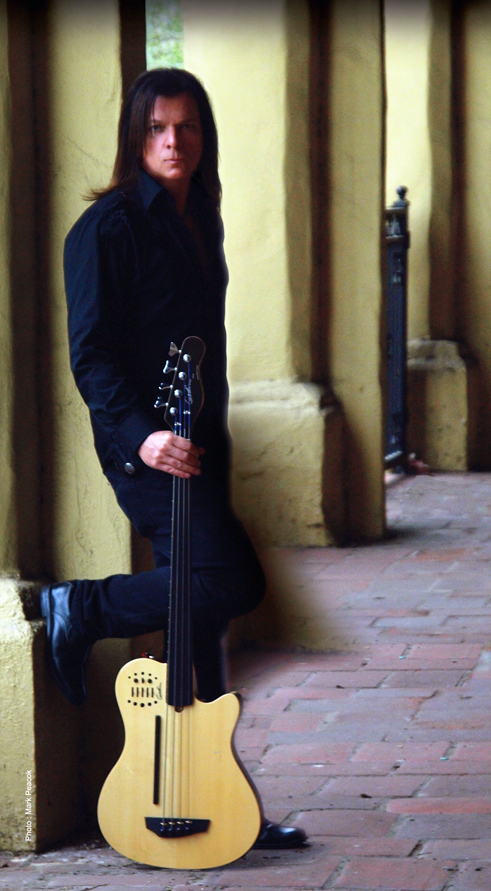
チャック・ライト（2011年）

2010年にフランキー・バネリを中心に、マーク・ハフ(5150)、チャック・ライト、アレックス・グロッシで再結成。
2012年に入るとハフが脱退し、ライブ・セッションとしてキース・セント・ジョン（バーニング・レイン、モントローズ）が参加。同年にスコット・ヴォコウンが正式に加入した。しかし、翌年2013年に、スコットが諸般の事情で脱退してしまう。
2013年11月22日、フランキー・バネリにより新ボーカリストとしてラヴ/ヘイトのジジー・パールの加入を発表。また同時にバンドはスタジオ入りして新アルバム製作中であると発表。またこの新体制での初ライブは2013年12月31日、アリゾナ州Flagstaffにて行われる事も併せて発表。2014年6月新曲6曲にケヴィン在籍時のライブ音源を加えたアルバム『10』を発表。2016年10月ジジーが年内の活動後脱退することが発表される。後任にショーン・ニコルズが加入。
2017年初頭に12作目となるアルバム『ロード・レイジ』を完成させるが、レコーディング終了直後の2017年3月にショーンが脱退。後任にテレビ番組『アメリカン・アイドル』をきっかけにプロデビューしたジェームズ・ダービンが加入。ボーカルをジェームズが再レコーディングすることになり、『ロード・レイジ』は夏まで発売を延期することになった。
2019年9月、ジェームズ・ダービンが脱退。後任はジジーが約3年ぶりに復帰。ジェームズ脱退前にレコーディングが終わっていた通算13作目『ハリウッド・カウボーイズ』はそのままリリースされる。
2020年8月、昨年から膵臓がんで闘病中のフランキー・バネリが死去。後任は代役サポートを務めていたジョニー・ケリーが昇格し、チャック・ライトを中心に活動を継続。
2021年8月、ソロ活動に専念するためバンドから脱退したチャック・ライト（ベース）に変わり約18年ぶりにルディ・サーゾ（ベース）がバンドへ復帰。同年11月には復帰後初となるライブをバージニア州ウッドフォードで開催した。

## メンバー
※2021年11月時点

### 現メンバー
- ベース：ルディ・サーゾ (Rudy Sarzo) - (1978年-1979年、1982年-1985年、1987年、1997年-2003年、2021年 - )
- ギター：アレックス・グロッシ (Alex Grossi) - (2004年-2006年、2006年-2007年、2010年- )
- ボーカル：ジジー・パール (Jizzy Pearl) - (2013年-2016年、2019年- )
- ドラムス：ジョニー・ケリー (Johnny Kelly) - (サポート2019年、正規2020年- )

### 旧メンバー
| ボーカル - ケヴィン・ダブロウ (Kevin Dubrow) (1975年-1979年、1982年-1987年、1991年-2003年、2004年-2007年) ※2007年11月25日逝去 - ポール・ショーティノ (Paul Shortino) (1987年-1989年) - マーク・ハフ (Mark Huff) (2010年-2012年) - スコット・ヴォコウン (Scott Vokoun) (2012年-2013年) - ショーン・ニコルズ (Seann Nicols) (2016年-2017年) - ジェームズ・ダービン (James Durbin) - (2017年-2019年) ギター - ランディ・ローズ (Randy Rhoads) (1975年-1979年) ※1982年3月19日逝去 - カルロス・カヴァーゾ (Carlos Cavazo) (1982年-1989年、1991年-2003年) ベース - ケリー・ガルニ (Kelly Garni) (1975年-1978年) - ショーン・ マクナブ (Sean McNabb) (1987年-1989年、2006年) - ケニー・ヒラリー (Kenny Hillary) (1991年-1994年) ※1996年6月5日逝去 - チャック・ライト (Chuck Wright) - (1982年、1985年-1987年、1995年-1997年、2004年-2006年、2006年-2007年、2010年-2021年) ドラムス - ドゥリュー・フォーサイス (Drew Forsyth) (1975年-1980年) - フランキー・バネリ (Frankie Banali) (1982年-1989年、1993年-2003年、2004年-2007年、2010年-2020年) ※2020年8月20日逝去 |

サポートメンバー
| ボーカル - グレン・ヒューズ (Glenn Hughes) (2006年) - キース・セント・ジョン (Keith St. John) (2012年) ギター - ビリー・モリス (Billy Morris) (2004年、2006年) - ニール・シトロン (Neil Citron) (2006年) ベース - クジェル・ベナー (Kjell Benner) (1985年) - ジミー・ジョンソン (Jimmy Johnson) (1988年) - マット・リッテル (Matt Littell) (1995年) - ビヨーン・イングレン (Bjorn Englen) (1995年) - フレディ・ヴィラノ (Freddy Villano) (1995年) - タイ・ウェスターホフ (Ty Westerhoff) (1995年) - トニー・フランクリン (Tony Franklyn) (2006年、2014年) ドラムス - パット・アッシュビー (Pat Ashby) (1991年) - ボビー・ロンディネリ (Bobby Rondinelli) (1992年) キーボード - パット・リーガン (Pat Regan) (1983年-1984年) - ジョン・パーデル (John Purdell) (1986年) - ジェフ・ナイディウ (Jeff Naideau) (1986年-1987年) - ジミー・ウォルド (Jimmy Waldo) (1988年-1989年) |

## ディスコグラフィ

### スタジオ・アルバム
- 『静かなる暴動』 - Quiet Riot (1978年) ※日本のみ
- 『暴動に明日はない』 - Quiet Riot II (1979年) ※日本のみ
- 『メタル・ヘルス〜ランディ・ローズに捧ぐ〜』 - Metal Health (1983年)
- 『コンディション・クリティカル』 - Condition Critical (1984年)
- 『QR3』 - QRIII (1986年)
- 『新たなる暴動』 - QR (1988年)
- 『テリファイド』 - Terrified (1993年)
- 『ダウン・トゥ・ザ・ボーン』 - Down to the Bone (1995年)
- 『アライヴ・アンド・ウェル』 - Alive and Well (1999年)
- 『ギルティ・プレジャーズ』 - Guilty Pleasures (2001年)
- 『リハブ』 - Rehab (2006年)
- Quiet Riot 10 (2014年)
- 『ロード・レイジ』 - Road Rage (2017年)
- 『ハリウッド・カウボーイズ』 - Hollywood Cowboys (2019年)

### ライブ・アルバム
- 『ライヴ・ライオット』 - Live Riot (1984年) ※EP。日本のみ
- Extended Versions (2007年) ※パサデナ、ナッシュビルでの1983年録音
- 『ライヴ・アット・US(アス)フェスティヴァル』 - Live at the US Festival, 1983 (2012年)
- 『ワン・ナイト・イン・ミラン』 - One Night in Milan (2019年)

### コンピレーション・アルバム
- Winners Take All (1990年)
- 『ランディ・ローズ・イヤーズ』 - The Randy Rhoads Years (1993年)
- Greatest Hits (1996年)
- 『スーパー・ヒッツ』 - Super Hits (1999年)
- The Collection (2000年)
- 『ライヴ&レア』 - Live & Rare Volume 1 (2005年)
- 『プレイリスト:ヴェリー・ベスト・オブ・クワイエット・ライオット』 - Playlist: The Very Best of Quiet Riot (2008年)

### シングル
- "Suicidal Show" (1975年)
- 「反逆のロックン・ロール」 - "It's Not So Funny" (1977年)
- "Slick Black Cadillac" (1978年)
- "Bang Your Head (Metal Health)" (1983年)
- 「カモン・フィール・ザ・ノイズ」 - "Cum on Feel the Noize" (1983年)
- "Slick Black Cadillac" (Live) (1983年)
- "Don't Wanna Let You Go" (1984年)
- 「クレイジー・ママ」 - "Mama Weer All Crazee Now" (1984年)
- "Sign of the Times" (1984年)
- "Party All Night" (1984年)
- "Winners Take All" (1984年)
- "Bad Boy" (1984年)
- "The Wild and the Young" (1986年)
- "Twilight Hotel" (1986年)
- "Main Attraction" (1986年)
- 「STAY WITH ME TONIGHT」 - "Stay with Me Tonight" (1988年)
- 「ザ・ジョーカー」 - "The Joker" (1988年)
- "Itchycoo Park" (1993年)
- "Little Angel" (1993年)
- I Can't Hold On(2022)

### 映像作品
- Bang Thy Head (1986年)
- 『ライヴ!イン・ザ・21stセンチュリー』 - Live in the 21st Century (2003年)
- 『ライブ・イン・ジャパン 1989』 - '89 Live in Japan (2004年)
- Live at the US Festival, 1983 (2012年)
- Well Now You're Here, There's No Way Back (2014年)
- 『ワン・ナイト・イン・ミラン』 - One Night in Milan (2019年)

### PV
- "Metal Health"
- "Cum on Feel the Noize"
- "Mama Weer All Crazee Now"
- "Party All Night"
- "The Wild and the Young"
- "Twilight Hotel"
- "Stay with Me Tonight"
- "Picking Up the Pieces"
- "Can't Get Enough"
- "In The Blood"